# Rebeca de Himlaia
Rafka Choboq Ar-Rayes (n. Himlaya, 29 de junio de 1832 - m. Batroun, 23 de marzo de 1914), en español Santa Rebeca de Himlaya, fue una religiosa maronita libanesa, su nombre real era Petra Choboq Ar-Rayes, descendía de una familia campesina.

## Su vida religiosa
Desde su juventud, Petra sintió un profundo amor por Cristo y la Eucaristía, por lo que quería ingresar como novicia en las Hermanas de María, pero la fuerte influencia de los que más tarde serían futuros santos libaneses, los maronitas, Chárbel Makhlouf y Nimatullah Al-Hardini, la volvieron hacia el monasterio maronita de San José de Batroun, al cual ingresó en 1897, tomando el nombre de Sor Rafka (en español, Rebeca).

## Sus últimos años
Sor Rafka se caracterizó  también por el amor que sintió hacia los enfermos y los niños abandonados, y oraba por ellos. En 1899, la religiosa sufre de diversas enfermedades, queda paralítica y ciega, pero su fe no se quebrantó, y ofreció sus dolores físicos para propiciación de los pecados de toda la humanidad, sobre todo, de su nación.
Murió en Batroun en 1914, a la edad de 82 años, fue beatificada en 1985, y canonizada en Roma por Juan Pablo II el 10 de junio de 2001.